# Делта (округ, Мичиган)
Де́лта (англ. Delta County) — округ  в штате Мичиган, США. Создан 9 марта 1843 года, но официально образован к 1861 году. По состоянию на 2010 год, численность населения составляла 37 069 человека.

## География
По данным Бюро переписи США, общая площадь округа равняется 5 157,524 км2, из которых 3 030,536 км2 суша и 820,230 км2 или 41,190 % это водоёмы.

## Население
По данным переписи населения 2010 года в округе проживает 37 069 жителей в составе 15 992 домашних хозяйств и 10 381 семей. Плотность населения составляет 12,20 человек на км2. На территории округа насчитывается 20 214 жилых строений, при плотности застройки около 6,70-ти строений на км2. Расовый состав населения: белые — 94,70 %, афроамериканцы — 2,40 %, коренные американцы (индейцы) — 0,40 %, азиаты — 0,20 %, гавайцы — 0,00 %, представители других рас — 0,20 %, представители двух или более рас — 2,10 %. Испаноязычные составляли 0,90 % населения независимо от расы.
В составе 25,50 % из общего числа домашних хозяйств проживают дети в возрасте до 18 лет, 51,70 % домашних хозяйств представляют собой супружеские пары проживающие вместе, 8,80 % домашних хозяйств представляют собой одиноких женщин без супруга, 35,10 % домашних хозяйств не имеют отношения к семьям, 0,00 % домашних хозяйств состоят из одного человека, 0,00 % домашних хозяйств состоят из престарелых (65 лет и старше), проживающих в одиночестве. Средний размер домашнего хозяйства составляет 2,28 человека, и средний размер семьи 2,80 человека.
Возрастной состав округа: 20,90 % моложе 18 лет, 7,30 % от 18 до 24, 21,10 % от 25 до 44, 31,60 % от 45 до 64 и 31,60 % от 65 и старше. Средний возраст жителя округа 46 лет. На каждые 100 женщин приходится 0,00 мужчин. На каждые 100 женщин старше 18 лет приходится 0,00 мужчин.
Средний доход на домохозяйство в округе составлял 40 967 USD, на семью — 49 557 USD. Среднестатистический заработок мужчины был 28 702 USD против 15 093 USD для женщины. Доход на душу населения составлял 21 751 USD. Около 2,40 % семей и 13,20 % общего населения находились ниже черты бедности, в том числе — 17,40 % молодежи (тех, кому ещё не исполнилось 18 лет) и 8,50 % тех, кому было уже больше 65 лет.

## Известные уроженцы
- Линн Чандноис (англ. Lynn Chandnois) (1925—2011) — выдающийся игрок в американский футбол.